# Football Club Haka
El Football Club Haka és un club de futbol finlandès de la ciutat de Valkeakoski.

## Història
El club va ser fundat amb el nom de Valkeakosken Haka el 1934. L'any 1949 va ascendir a pa primera divisió finesa i el 1955 guanyà la primera copa finlandesa de futbol. La dècada dels 60 fou la més brillant del club pel que fa a títols.
L'any 1972 va perdre la categoria, que recuperà el 1977. Als anys 90 canvià el seu nom pel de FC Haka i començà una nova època d'èxit destacant tres lligues consecutives entre el 1998 i el 2000.

## Palmarès
- Lliga finlandesa de futbol (9): 1960, 1962, 1965, 1977, 1995, 1998, 1999, 2000, 2004
- Copa finlandesa de futbol (12): 1955, 1959, 1960, 1963, 1969, 1977, 1982, 1985, 1988, 1997, 2002, 2005
- Copa de la Lliga finlandesa de futbol (1): 1995

## Futbolistes destacats
- Mark Dziadulewicz (1980-??)
- Carlton Fairweather
- Marlon Harewood
- David Wilson
- Olli Huttunen
- Martti Kuusela
- Edgar Gerardo Lugo
- Jari Niemi
- Mika Nurmela
- Matti Paatelainen
- Mixu Paatelainen
- Juhani Peltonen
- Valeri Popovitch
- Teemu Tainio